# José Ramon Izaguirre
José Ramon Izaguirre Mendizabal (Oyarzun, 22 juli 1965) is een voormalig Spaans veldrijder. Hij reed nooit onder contract.
José Ramon Izaguirre is de vader van wielrenner Gorka Izagirre en veldrijder Jon Izagirre.

## Overwinningen
1990
- Cyclocross van Araia

1991
- Cyclocross van Ispaster

1994
- Cyclocross van Ispaster